# Municipio de Nazareno Etla
El municipio de Nazareno Etla es uno de los 570 municipios del estado mexicano de Oaxaca. Su cabecera es la localidad de Nazareno Etla.

## Geografía
El municipio de Nazareno Etla colinda al norte y al oeste con el municipio de San Andrés Zautla, al sur con el municipio de Soledad Etla, y al este con los municipios de Guadalupe Etla y Reyes Etla.

## Localidades
El municipio de Nazareno Etla cuenta con dos localidades.
| Localidad         | Población (2020) |
| ----------------- | ---------------- |
| Nazareno Etla     | 4205             |
| Lomas de Nazareno | 88               |

## Gobierno
El municipio de Nazareno Etla se rige mediante el sistema de usos y costumbres.
| Presidente municipal      | Periodo   |
| ------------------------- | --------- |
| Roque Cruz Lázaro         | 1996-1997 |
| Mario Niño Román          | 1997-1998 |
| Julián Ruiz Regino        | 1999-2001 |
| Baltazar Lázaro Hernández | 2002-2004 |
| Argimiro Cruz Martínez    | 2005-2007 |
| Elidio Castellanos Porras | 2008-2010 |
| Guillermo Niño Martínez   | 2011-2013 |
| Óscar Cervantes Niño      | 2013-2016 |
| Salvador López Hernández  | 2017-2019 |
| Nadia Heidi Niño Cruz     | 2020-2022 |
| Iván Erick Cruz Martínez  | 2023-2025 |